# Cité de Crussol
Cité de Crussol är en gata i Quartier de la Folie-Méricourt i Paris elfte arrondissement. Den är uppkallad efter den franske generallöjtnanten Alexandre-Charles-Emmanuel de Crussol (1743–1815). Cité de Crussol börjar vid Rue Oberkampf 7 och slutar vid Rue de Crussol 10.

## Bilder
| - Alexandre-Charles-Emmanuel de Crussol. Målning av Élisabeth Vigée Le Brun från år 1787. - Ingången från Rue Oberkampf. - Cité de Crussol. - Ingången från Rue de Crussol. |

## Omgivningar
- Saint-Denys-du-Saint-Sacrement
- Place Pasdeloup
- Square de la Place-Pasdeloup med Fontaine Dejean
- Boulevard du Temple
- Rue Oberkampf
- Rue Amelot
- Rue de Crussol
- Rue des Filles-du-Calvaire
- Rue Commines
- Rue Froissart
- Passage Saint-Pierre-Amelot
- Rue de Malte

## Kommunikationer
- Tunnelbana – linje  – Filles du Calvaire
- Tunnelbana – linjerna   – Oberkampf
- Busshållplats Oberkampf – Filles du Calvaire – Paris bussnät, linje 96

### Webbkällor
- ”Cité de Crussol”. Mairie de Paris. https://web.archive.org/web/20160303172611/http://www.v2asp.paris.fr/commun/v2asp/v2/nomenclature_voies/Voieactu/2466.nom.htm. Läst 21 oktober 2022.
- ”Cité de Crussol (11ème arrondissement)”. Les rues de Paris. https://web.archive.org/web/20190727161257/http://www.parisrues.com/rues11/paris-11-cite-de-crussol.html. Läst 21 oktober 2022.